# Серро-Патапо
Се́рро-Па́тапо (исп. Complejo Arqueológico de Cerro Pátapo) — археологический комплекс, бывший город царства Уари. Расположен в 14 км на восток от современного города Чиклайо в Перу . Сообщение об открытии опубликовано 16 декабря 2008 года.
Руины примечательны тем, что являются первым свидетельством присутствия или влияния культуры Уари в северной части Перу, поскольку Уари в основном занимало прибрежные территории в южном Перу в VII—XII вв. н. э.
Город исключительно хорошо сохранился. По-видимому, обитатели города совершали человеческие жертвоприношения.
Новостной видеосюжет агентства «Рейтерс» с раскопок http://uk.reuters.com/article/video/idUKTRE4BF7NY20081216?videoId=95599